# Polimorfizm (krystalografia)

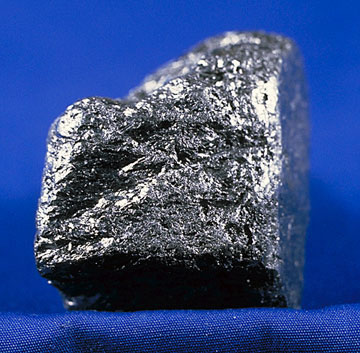
Grafit

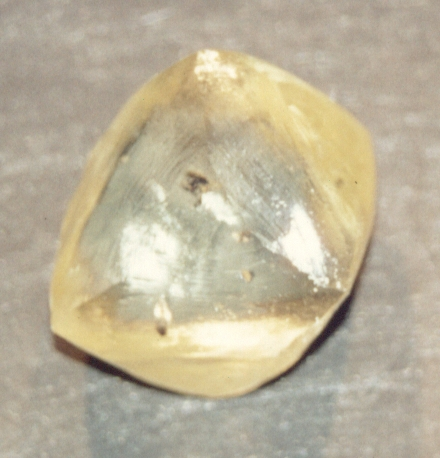
Diament

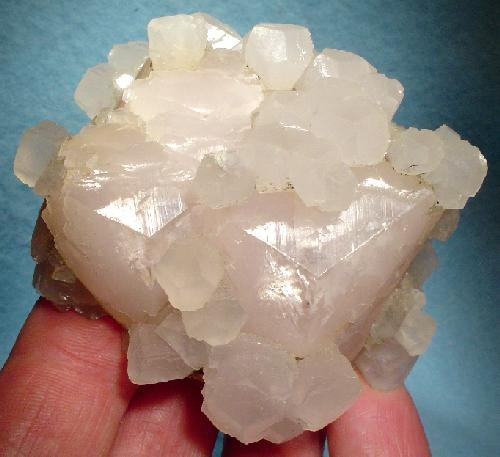
Kalcyt

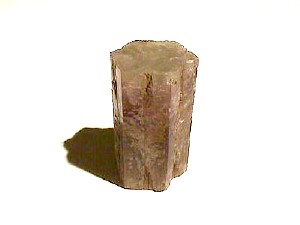
Aragonit

Polimorfizm (gr. wielopostaciowość, różnopostaciowość) – zjawisko występowania różnych odmian krystalograficznych tej samej substancji chemicznej.
Występuje ono wtedy, gdy ta sama substancja może występować w dwóch lub nawet kilku formach krystalicznych.
Odmiany polimorficzne nie są różnymi stanami skupienia, ale są różnymi fazami materii, przejścia z jednej odmiany do drugiej są przemianami fazowymi pierwszego rzędu.  Głównymi czynnikami mającymi wpływ na polimorfizm są ciśnienie i temperatura. Nie zachodzą one jednak w ściśle określonych temperaturach, lecz są zależne od termicznej historii próbek. Powoduje to, że dany związek może występować w dwóch różnych odmianach polimorficznych w tej samej temperaturze.
Istnieje też możliwość uzyskiwania różnych form polimorficznych poprzez krystalizację związków chemicznych w ściśle określony sposób.
Występowanie odmian polimorficznych pierwiastków chemicznych jest jedną z form alotropii.
Pierwszą osobą, która rozpoznała polimorfizm był Eilhardt Mitscherlich, w 1820 roku. Natomiast w 1832 roku Friedrich Wohler oraz Justus Liebig, jako pierwsi, opisali benzamid jako przykład polimorfizmu w organicznej substancji stałej. Wraz z rozwojem technik analitycznych charakterystyka polimorfizmu stała się o wiele łatwiejszym zjawiskiem do badania.

## Typy przemian polimorficznych
Polimorfizm z przemieszczeniem
Przykłady (podane niżej przemiany są odwracalne, to znaczy polimorfizm z przemieszczeniem zachodzi zarówno w kierunku kwarc α → kwarc β, jak i kwarc β → kwarc α):
- SiO2:
  - kwarc α w kwarc β
  - trydymit α w trydymit β
  - krystobalit α w krystobalit β
- FeS2: piryt w markasyt
- SiC: heksagonalny węglik krzemu α w regularny węglik krzemu β

Polimorfizm z przebudową
Następuje tu zerwanie wiązań i zasadnicza przebudowa sieci. Zachodzą one powoli i z dużym oporem. Przykłady:
- C: grafit (układ heksagonalny) w diament (układ regularny)
- SiO2: kwarc α w trydymit α w krystobalit α
- CaCO3: kalcyt (układ trygonalny) w aragonit (układ rombowy)
- Al2SiO5: andaluzyt w sillimanit w kyanit (dysten)

Polimorfizm typu porządek–nieporządek
Jest to specyficzna forma przemiany zachodzącej w wyniku nierównowagi sieciowej, gdy atomy mogą się wzajemnie zastępować. Dobrym przykładem są skalenie potasowe: w sanidynie atomy Al i Si są nieuporządkowane, zaś w mikroklinie uporządkowane.
Politypia
Jest to szczególny rodzaj polimorfizmu. Identyczne warstwy sieci krystalicznej układają się na sobie w odmienny sposób. Najczęściej nie ma to jednak wpływu na ich właściwości fizyczne, natomiast zmienia się często wygląd lub struktura. Modyfikacje politypowe są najczęstsze wśród minerałów o strukturze warstwowej.

## Zastosowania
Polimorfizm w kryształach molekularnych daje nam możliwość zbadania zależności między strukturą krystaliczną a wykazywanymi właściwościami. Przykładem takiego polimorfu, który wykazuje różne właściwości fotochemiczne jest kwas cynamonowy.
Materiały polimorficzne są wykorzystywane zwłaszcza w produktach farmaceutycznych, środkach agrochemicznych, pigmentach i barwnikach oraz materiałach wybuchowych.